# Isoberlinia angolensis
Isoberlinia angolensis là một loài thực vật có hoa trong họ Đậu. Loài này được (Benth.) Hoyle & Brenan miêu tả khoa học đầu tiên.